# Marinduque
Marinduque es una provincia insular situada en el mar de Sibuyán. Administrativamente perteneciente a  la región de Mimaropa en Filipinas. Su capital es Boac.

## Geografía

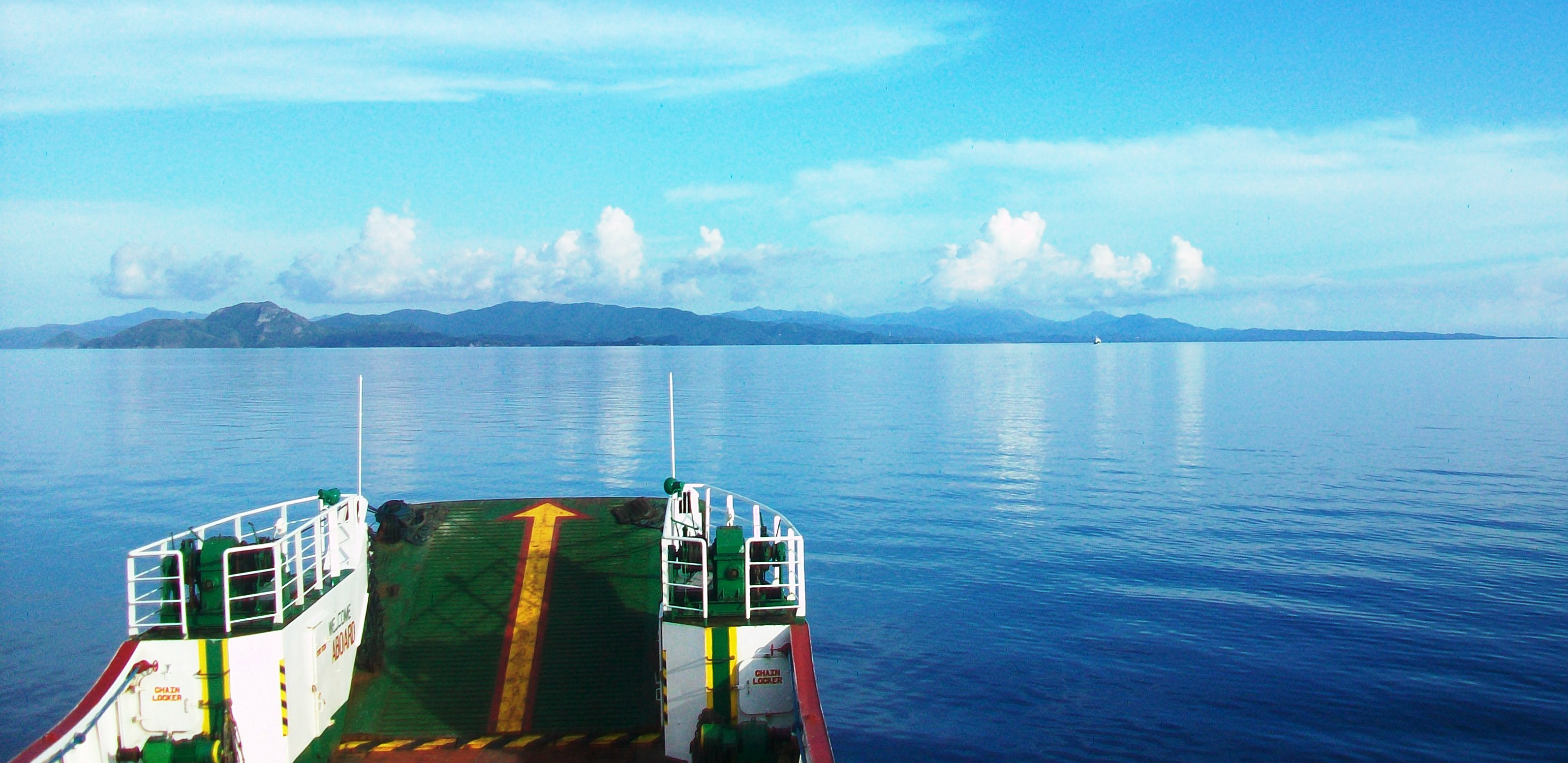
Buque entrando en el puerto de Balanacán procedente de Lucena.

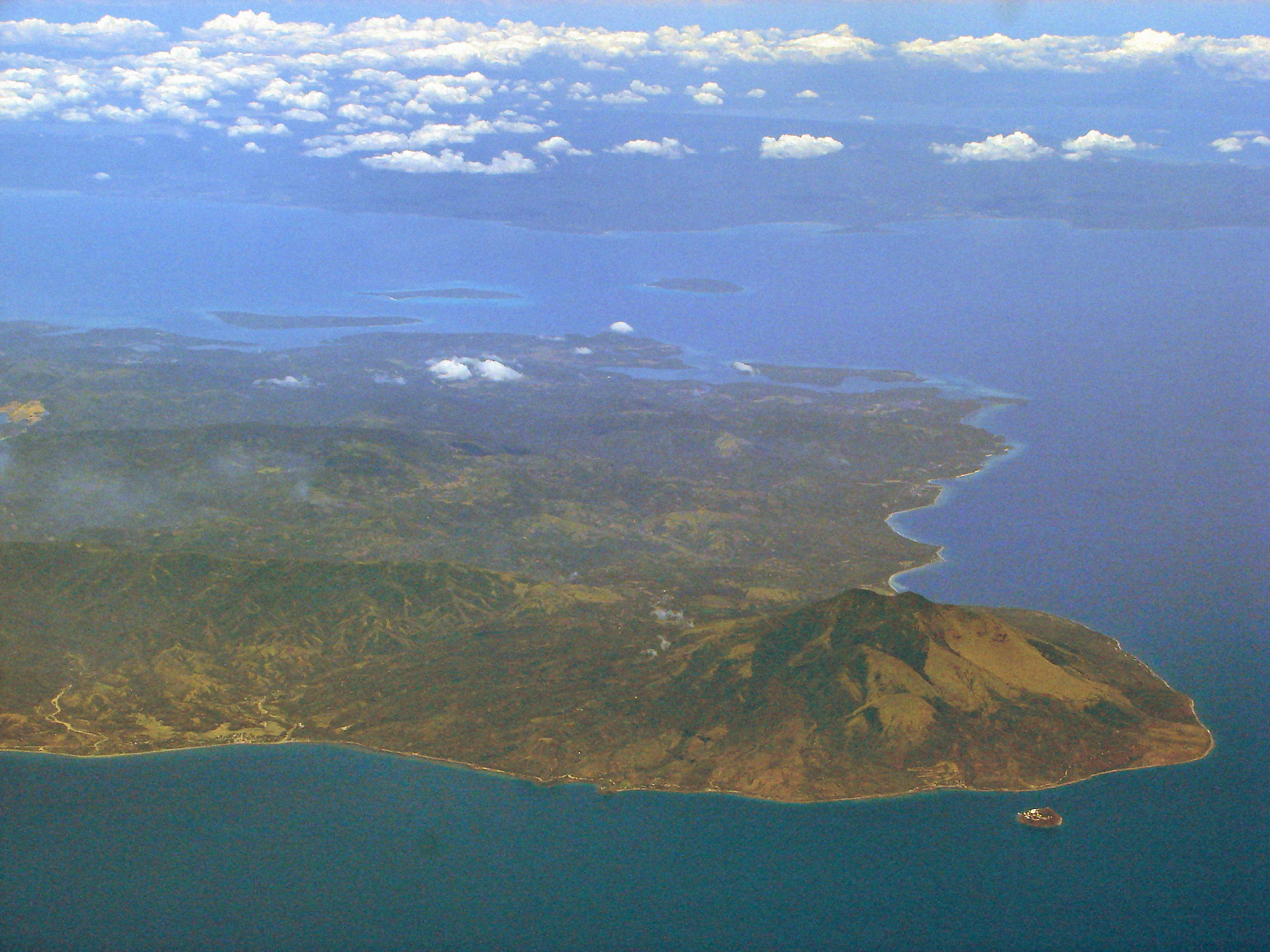
Parte occidental de la isla.

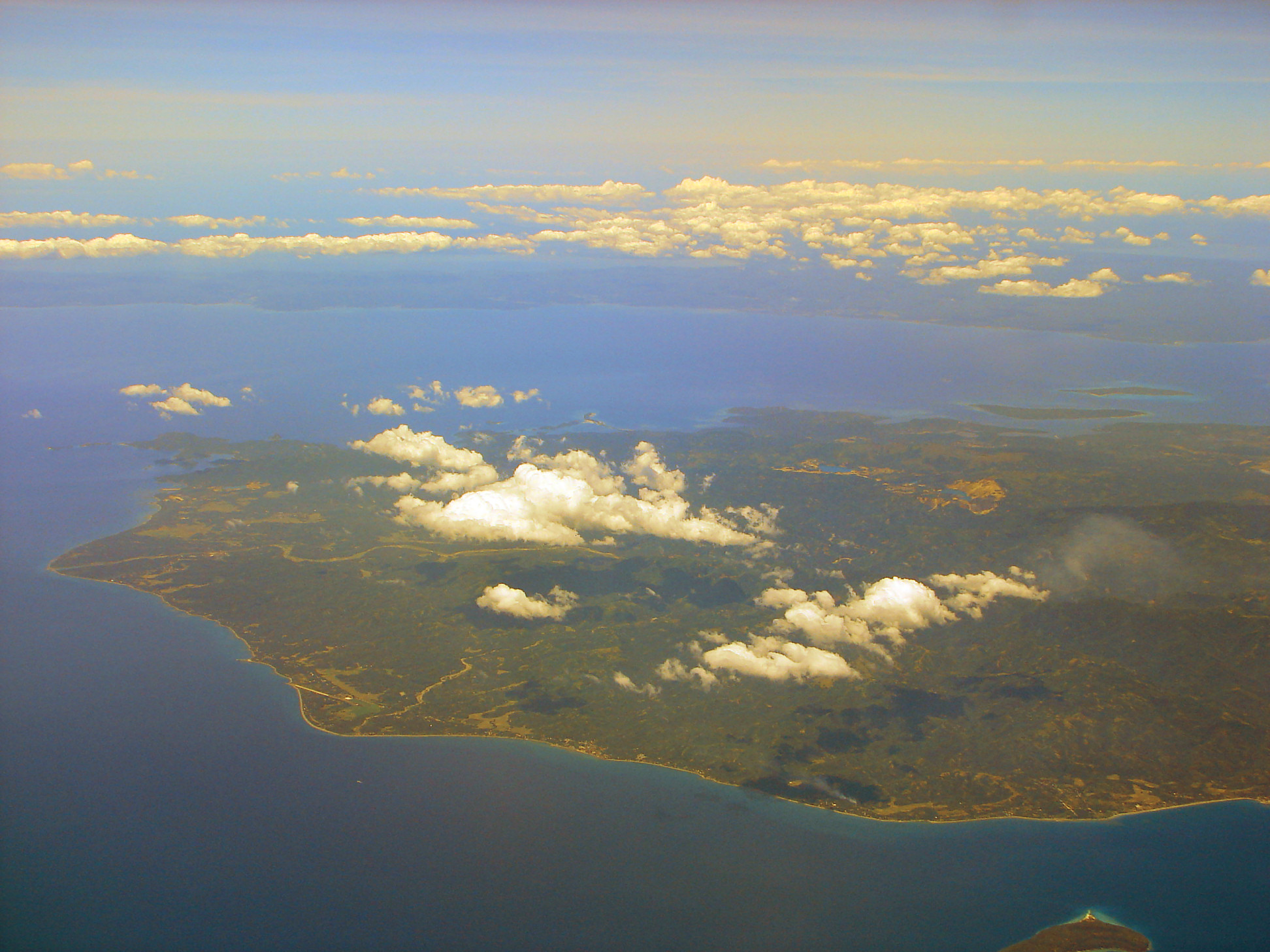
Parte oriental de la isla.

Isla en el mar de Sibuyán al sur de la bahía de Tayabas (Tayabas Bay).

## División administrativa
Políticamente la provincia de Marinduque se divide en 6  municipios  y  218 barrios.
Consta de un único distrito para las elecciones a la Cámara de Representantes.
| Ciudad/Municipio | N.º de Barangays | Población (2010) | Área (km²) | Código    |
| ---------------- | ---------------- | ---------------- | ---------- | --------- |
| Boac             | 61               | 52.892           | 212,70     | 174001000 |
| Buenavista       | 15               | 23.111           | 81,25      | 174002000 |
| Gasan            | 25               | 33.402           | 100,88     | 174003000 |
| Mogpog           | 37               | 33.384           | 108,06     | 174004000 |
| Santa Cruz       | 55               | 55.675           | 270,77     | 174005000 |
| Torrijos         | 25               | 29.366           | 178,92     | 174006000 |

## Idioma
El tagalo es el idioma principal de la provincia. Dado su proximidad de las Bisayas, el dialecto de tagalo que se habla tiene influencia de las lenguas bisayas.

## Historia
La leyenda dice que el nombre de la provincia se deriva del amorío trágico de dos personas del época prehispánica, Marina y Garduke. El padre de Marina, un dato, no aprobaba este amorío y ordenó que Garduke sea decapitado. Antes que se podría suceder, los amantes cruzaron al mar abierto y se ahogaron, formando la isla que hoy se llama Marinduque.
En 1850 formaba parte de  la provincia de Mindoro.
Durante la Guerra Filipino-Estadounidense la isla fue la primera donde los estadounidenses establecieron campos de concentración.